# Kunice (ort i Tjeckien, Södra Mähren)
Kunice är en ort i Tjeckien.   Den ligger i regionen Södra Mähren, i den östra delen av landet, 160 km öster om huvudstaden Prag. Kunice ligger 536 meter över havet och antalet invånare är 111.
Terrängen runt Kunice är kuperad västerut, men österut är den platt. Runt Kunice är det ganska tätbefolkat, med 116 invånare per kvadratkilometer. Närmaste större samhälle är Blansko, 17,0 km sydost om Kunice. I omgivningarna runt Kunice växer i huvudsak blandskog.